# Eremia
Eremia é um género botânico pertencente à família Ericaceae.